# جمال‌کندی
جمال‌کندی، روستایی از توابع بخش دشتک شهرستان چالدران در استان آذربایجان غربی ایران است.

## جمعیت
این روستا در دهستان آواجیق شمالی قرار دارد و براساس سرشماری مرکز آمار ایران در سال ۱۳۸۵، جمعیت آن ۸۸ نفر (۱۵خانوار) بوده‌است. مردم این روستا از قوم آیروملو هستند و به زبان ترکی آذربایجانی صحبت می‌کنند. مذهب اهالی شیعه است.